# ГЕС Jièzhúkǒu
ГЕС Jièzhúkǒu (界竹口水电站) — гідроелектростанція на сході Китаю у провінції Фуцзянь. Використовує ресурс із річки Dazhang, правої притоки Міньцзян (впадає до Тайванської протоки у місті Фучжоу).
У межах проєкту річку перекрили бетонною гравітаційною греблею висотою 45 метрів та довжиною 234 метри. Вона утримує водосховище з площею поверхні 6,6 км2, об'ємом 61,2 млн м3 та нормальним рівнем поверхні на позначці 78 метрів НРМ (під час повені рівень може зростати до 79 метрів НРМ, а об'єм — до 67,9 млн м3).
Пригреблевий машинний зал обладнали двома турбінами типу Каплан потужністю по 30 МВт, які використовують забезпечують виробництво 190 млн кВт·год електроенергії на рік.